# Robert Justman
Robert Harris Justman (* 13. Juli 1926 in Brooklyn, New York; † 28. Mai 2008 in Los Angeles) war ein US-amerikanischer Filmproduzent und Regieassistent. Er wurde vor allem durch seine Zusammenarbeit mit Gene Roddenberry an der Fernsehserie Raumschiff Enterprise bekannt.
Der 1926 geborene Justman, der im Zweiten Weltkrieg in der US Navy diente, arbeitete in den 1950er-Jahren als Regieassistent unter anderem mit Regisseur Robert Aldrich bei der Produktion von Rattennest, Massai und Ardennen 1944 zusammen.
Justmans Tätigkeit für das Fernsehen begann ebenfalls in den 1950er-Jahren, unter anderem war er Regieassistent bei einigen Folgen von The Adventures of Superman, Lassie und Northwest Passage. Im Jahr 1964 traf Justman mit Roddenberry zusammen und wurde Regieassistent bei Der Käfig (The Cage), der ersten Star Trek Pilotfolge. Später wurde er Koproduzent der Serie. In den 1970er-Jahren produzierte Justman die Fernsehserie Der Mann aus Atlantis und in den 1980er-Jahren den Fernsehfilm Emergency Room. Ab 1986 arbeitete Justman wieder mit Gene Roddenberry zusammen. Er produzierte 17 Folgen der neuen Star-Trek-Serie Raumschiff Enterprise: Das nächste Jahrhundert.
Zusammen mit Produzent Herbert F. Solow, mit dem er am ersten Pilotfilm und der ersten Star-Trek-Serie gearbeitet hatte, schrieb er 1996 das Buch Star Trek – Die wahre Geschichte, in dem beide über die Hintergründe der Entstehung, Entwicklung und Produktion der Serie erzählen.
- Inside Star Trek: The Real Story, Pocket Books, 1996
  - Star Trek – Die wahre Geschichte. Übersetzung: Ralph Sander. Heyne Verlag, München 1998, ISBN 978-3-453-13367-9

Justman starb 2008 an den Folgen einer Parkinson-Erkrankung. Er war verheiratet und hatte zwei Söhne und eine Tochter.